# Saïan Supa Crew
Saïan Supa Crew francia rap együttes, nevét egy animációs sorozatból, a Dragon Ball Z-ből kapta. Dallamos zenét játszanak, a rap-et keverve egy kis énekléssel, reggaevel és ragga-val. Számaikban gyakori a beatbox (szájdobolás), csakmint a classic disco (például: Ring My Bell, a KLR albumról). Témáik többek között a drog (Que dit-on?), a rasszizmus (La preuve par 3), de megjelenik a kapcsolat (A demi-nue), az öngyilkosság (La dernière séance) vagy az erőszak Isten nevében (Au nom de quoi). Humor és a komolyság egyaránt megtalálható szövegeikben.

## Tagok
- Leeroy Kesiah (Khalid Dehbi): Explicit Samouraï tag (1978,  Bagneux, 92)kilépett az ssc-ből
- Vicelow (Cédric Bélise): OFX tag (1978, Bondy 93)
- Sly the Mic Buddha (Silvere Johnson): Simple Spirit tag (1974, Montrouge 92)
- Feniksi (Samuël Adebiyi): OFX tag (1976, Noisy-le-Sec 93)
- Specta (Gérard Nubul): Explicit Samouraï tag (1975, Bagneux 92) Már nem tagja a Saïan Supa Crew-nak.
- Sir Samuël (Fabien Philetas): (Szóló karrier) (1977, Montrouge 92)
- KLR (Noisy-le-Sec): OFX tag (1999 áprilisában halt meg autóbalesetben 93)

+ DJ Fun (Dj és Producer), Alsoprodby és Eddy Kent valamint a nemrégiben csatlakozó DJ Kärve.

## Diszkográfia
- KLR (1999)
- X-Raisons (2001)
- Hold-Up (2005)
- DVD Hold-Up Tour 2006 (2006)
- Explicit Samourai – La Danse Du Sabre 2004
- Explicit_Samourai-R.A.P-FR-2005
- leeroy – bollywood trip (promo) (2006)
- leeroy – le 1er coup de massue
- OFX – Roots (2004)
- Saian Supa Crew – Da Stand Out EP
- Saian Supa Crew – La Preuve Par 3 (EP)
- Saian Supa Crew – The Beat A Demi Nue (2003)
- Sir Samuel – Vizé Pli O
- vicelow-blue tape 2008

## Külső hivatkozások
- Hivatalos weboldal Archiválva 2007. április 7-i dátummal a Wayback Machine-ben